# La Folie (album)
La Folie è il sesto album in studio del gruppo musicale britannico The Stranglers, pubblicato il 9 novembre 1981.
Gli Stranglers erano stati una delle band della scena punk/new wave inglese ad ottenere il maggior successo commerciale, ma dopo il 1981 la loro popolarità era notevolmente calata. La Folie fu un tentativo consapevole di ottenere maggiori vendite. La EMI concesse loro uno studio e il famoso produttore Tony Visconti, chiedendo di produrre ogni canzone come se fosse una hit.
Il titolo in francese La Folie si traduce letteralmente in italiano con Pazzia (in inglese Madness). In varie interviste la band ha spiegato che esso si riferisce alla follia d'amore e che ognuna delle canzoni ha l'intenzione di esplorare un aspetto dell'amore.
La traccia Golden Brown ottenne il successo commerciale che la band cercava; pubblicato come singolo, raggiunse la posizione numero 2 nelle classifiche inglesi nel gennaio 1982, e rimase per molti anni il singolo più venduto della EMI.
Gli altri singoli estratti furono Let Me Introduce You To The Family (No. 42 nel novembre 1981) e la title track, La Folie, che raggiunse il No. 47 nell'Aprile 1982.

## Tracce
1. Non Stop
2. Everybody Loves You When You're Dead
3. Tramp
4. Let Me Introduce You To The Family
5. Ain't Nothin' To It
6. The Man They Love To Hate
7. Pin Up
8. It Only Takes Two To Tango
9. Golden Brown
10. How To Find True Love And Happiness In The Present Day
11. La Folie

### Edizione su CD

#### Del 1987
1. Cruel Garden

#### Del 2001
1. Cruel Garden
2. Cocktail Nubiles
3. Vietnamerica
4. Love 30
5. You Hold the Key to My Love in Your Hands
6. Strange Little Girl

## Formazione
- Hugh Cornwell - chitarra, voce
- Jean-Jacques Burnel - basso
- Jet Black - batteria
- Dave Greenfield - tastiere